# Ludvig den heliges förtjänstorden
Ludvig den heliges förtjänstorden var en förtjänstorden instiftad 1836 för Hertigdömet Parma av Karl II Ludvig, då hertig av Lucca. Ordenstecknet visade Ludvig den heliges bild och var avsedd till belöning för civila förtjänster.